# 1998 KY26
1998 KY26 (también escrito 1998 KY26) es un pequeño asteroide próximo a la Tierra. Descubierto el 2 de junio de 1998, por el Spacewatch y observado hasta el 8 de junio, cuándo pasó a 800 000 kilómetros de distancia de la Tierra  (poco más de dos veces la distancia Tierra–Luna). Es aproximadamente esférico y de solo aproximadamente 30 metros de diámetro.
Con un periodo de rotación de 10.7 minutos tiene uno de los días siderales más cortos de cualquier objeto conocido en el Sistema Solar, y no es posible que sea una agrupación de escombros. Es también uno de los objetos más fácilmente accesibles en el Sistema Solar, y su órbita lo acerca frecuentemente a una trayectoria muy similar a la órbita óptima de transferencia de TierraMarte. Esto, unido al hecho de que es rico en agua, lo convierte en un objetivo atractivo para estudios adicionales y una potencial fuente de agua para futuras misiones a Marte.

## Propiedades físicas
Asteroide 1998 KY26 KY26 es el objeto del sistema solar más pequeño estudiado en detalle y, con un periodo rotacional de 10.7 minutos, era el objeto de rotación más veloz observado hasta el momento de su descubrimiento: la mayoría de los asteroides con índices rotacionales establecidos miden sus periodos en horas. Fue el primer objeto menor descubierto cuya rotación es tan veloz que debe ser considerado como un objeto monolítico antes que una agrupación de escombros, como se cree que son la mayoría de los asteroides. Desde entonces, se descubrió que 1998 KY26 era un rotador veloz y que muchos otros pequeños asteroides también tienen periodos cortos de rotación, algunos incluso más rápidos que 1998 KY26 KY26.
Observaciones ópticas y de radar indican que 1998 KY26 KY26 es un objeto rico en agua.
Estas propiedades físicas fueron medidas por un equipo internacional de astrónomos liderado por el Dr. Steven J. Ostro del Laboratorio de Propulsión del Jet. El equipo utilizó un telescopio de radar en California y telescopios ópticos en la República Checa, Hawái, Arizona y California.

## Lecturas complementarias o adicionales
- Ostro, Steven J.;  Et al. Ostro, Steven J. (July 1999). «Radar and Optical Observations of Asteroid 1998 KY26». Science 285 (5427): 557-559. Bibcode:1999Sci...285..557O. PMID 10417379. doi:10.1126/science.285.5427.557. Ostro, Steven J. (July 1999). «Radar and Optical Observations of Asteroid 1998 KY26». Science 285 (5427): 557-559. Bibcode:1999Sci...285..557O. PMID 10417379. doi:10.1126/science.285.5427.557.
- Tholen, D. J. (septiembre de 2003). Tholen, D. J. (September 2003). «Recovery of 1998 KY26: Implications for Detecting the Yarkovsky Effect (abstract only)». Bulletin of the American Astronomical Society 35 (4). Archivado desde el original el 14 de febrero de 2012. Consultado el 25 April 2009.Recuperó Tholen, D. J. (September 2003). «Recovery of 1998 KY26: Implications for Detecting the Yarkovsky Effect (abstract only)». Bulletin of the American Astronomical Society 35 (4). Archivado desde el original el 14 de febrero de 2012. Consultado el 25 April 2009. Tholen, D. J. (September 2003). «Recovery of 1998 KY26: Implications for Detecting the Yarkovsky Effect (abstract only)». Bulletin of the American Astronomical Society 35 (4). Archivado desde el original el 14 de febrero de 2012. Consultado el 25 April 2009.